# Informatikdidaktik
Didaktik der Informatik ist das Teilgebiet der Informatik, das sich mit der Gestaltung und Erforschung von Lehr- und Lernprozessen der Informatik, insbesondere den Voraussetzungen und Folgen, Zielen und Themen, Vermittlungsmethoden und Medien informatischer Bildung befasst.
Die Didaktik der Informatik entwickelt, untersucht und evaluiert Konzepte für die Informatik in Schule und Hochschule. Die Orientierung an fachwissenschaftlichen Entwicklungen und Auswahl relevanter Aspekte unter didaktischen Gesichtspunkten gehört zu ihren Aufgaben wie auch die Analyse von Bildungspraxis und die Rückkopplung mit ihrer Theorieentwicklung. Sie leistet einen Beitrag zur Qualitätssicherung von informatischen Bildungsprozessen, auch im Hinblick auf eine fundierte Medienbildung.
An den Universitäten und Hochschulen in Deutschland, in Österreich und in der Schweiz ist die Didaktik der Informatik zumeist im Bereich des Studienganges Informatik angesiedelt.

## Exemplarische Forschungsschwerpunkte
- Hochschuldidaktik in der Informatik
- Unterrichtsforschung im Informatikunterricht verschiedener Schulformen
- Konzeption, Einsatz und Evaluation digitaler Lehr-Lern-Medien

### Didaktik der Informatik an deutschsprachigen Universitäten und Hochschulen
Nachfolgend werden in alphabetischer Reihenfolge Einrichtungen aufgeführt, die Angebote zu Didaktik der Informatik anbieten.
- Bergische Universität Wuppertal
- Carl von Ossietzky Universität Oldenburg
- Christian-Albrechts-Universität zu Kiel
- ETH Zürich
- Freie Universität Berlin
- Friedrich-Alexander-Universität Erlangen-Nürnberg
- Hochschule Luzern
- Humboldt-Universität zu Berlin
- Leibniz Universität Hannover
- Ludwig-Maximilians-Universität München
- Martin-Luther-Universität Halle-Wittenberg
- Pädagogische Hochschule Bern
- Pädagogische Hochschule Niederösterreich
- Pädagogische Hochschule Schwäbisch Gmünd
- Pädagogische Hochschule Schwyz
- RWTH Aachen
- Stiftung Universität Hildesheim
- Technische Universität Darmstadt
- Technische Universität Dresden
- Technische Universität München
- Universität Bayreuth
- Universität Duisburg-Essen
- Universität Hamburg
- Universität Jena
- Universität Klagenfurt
- Universität Koblenz-Landau
- Universität Münster
- Universität Osnabrück
- Universität Paderborn
- Universität Passau
- Universität Potsdam
- Universität Salzburg
- Universität Siegen
- Universität Wien
- Universität Würzburg

## Organisationen im Bereich Didaktik der Informatik
- 1969 wurde in Deutschland die Gesellschaft für Informatik (GI) gegründet, die als einen von 14 Fachbereichen den Bereich Fachbereich „Informatik und Ausbildung / Didaktik der Informatik (IAD)“. ausweist. Dieser Fachbereich initiiert und verabschiedet Empfehlungen zu Strukturveränderungen im Bildungswesen, ebenso zu Lehrplänen und Ausbildungsordnungen. Der Fachbereich gliedert sich in verschiedene Fachgruppen, von denen am 12. April 2002 die Fachgruppe Didaktik der Informatik (DDI) an der Universität Paderborn gegründet wurde.
- 1970 wurde die SIGCSE, die Special Interest Group (SIG) on Computer science education (CSE) der Association for Computing Machinery (ACM) gegründet. Der Schwerpunkt von der SIGCSE liegt im Bereich Hochschulbildung.
- 1983 wurde in der Schweiz die Schweizer Informatik Gesellschaft gegründet, die im Austausch mit der GI arbeitet.